# 浐灞站
浐灞站是一个陇海线上的铁路车站，原名西安东站，位于陕西省西安市新城区华清东路，建于1955年，目前为一等站，邮政编码为710032。目前不办理客运营业，但每日有来往西安站和渭南的职工通勤列车停靠；货运：办理整车、集装箱货物发到；办理整车货物承运前保管；危险货物仅办理农药、化肥发到。
本站原为西安铁路枢纽的编组站，规模二级四场。随着新丰镇站和西安北环线的运营，货运车流外迁。车站配合西安站改造工程，部分站场设施拆除改建为旅客机车和客车车底存车场和整备场。2020年6月18日，新浐灞站开通运营。新浐灞站主要负责陇海线客货列车的通过和临时存放西安站、引镇站到达客车底，设有1条正线（陇海下行线）和5条到发线。2021年11月21日，西安东站更名为浐灞站。